# 移剌道 (金朝)
移剌道（12世纪—1184年），又作耶律道，本名赵三，姓移剌（耶律），出身契丹族。金朝大臣，金世宗时平章政事。其先祖是契丹遥辇氏八部之一的乙室部人，很早就迁居咸平（今辽宁开原东北）。
移剌趙三为人宽厚，有大志。通晓女真文、契丹文、汉文。金熙宗皇统年间，为刑部令史、尚书省令史、大理司直、户部员外郎。正隆三年（1158年）为临潢、咸平路、毕沙河等三猛安，戍守斡卢速。正隆四年（1159年）转任户部郎中。正隆六年（1161年）完颜亮南伐宋朝，移剌道改任都督府长史。金世宗即位，大定二年（1162年），再为户部郎中，与梁銶等安抚山东。参谋仆散忠义幕府事，随仆散忠义镇压契丹人移剌窝斡反金之乱，遣散所分得的战俘，受到世宗称赞。担任翰林直学士，兼修起居注。改任同知中都路都转运事。奉命廉察河北、山东等路官员，改任大理卿。大定五年（1165年），宋金议和，他奉命到山东巡阅军器，安抚戍兵的妻儿。转任同知大兴尹、户部尚书。因为通晓法令政事被金世宗看重。改任西北路招讨使。大定十二年（1172年），拜为参知政事，大定十八年（1178年），升任尚书右丞，大定二十年（1180年），改任南京留守，入为平章政事。大定二十三年（1183年），因为年老，弟弟犯罪受到牵连，降为咸平尹，封为莘国公。其子移剌光祖。